# Symbologie
La symbologie, parfois appelée « symbolique » ou même « symbolistique », est une théorie des symboles ou la « science » des symboles, symboles en général ou symboles propres à un peuple, une culture, à une religion, à une époque, à une technique, etc. (exemple, la symbolique biblique). Là où le signe est conventionnel et, dans la mesure du possible, totalement univoque, le symbole suggère, évoque, sans la circonscrire, une réalité plus profonde, multiple, avec une base naturelle.

« Symbologie : connaissance des symboles, étude et théorie de leur histoire, géographie, sociologie, de leurs formes, types, structures, fonctions »

— Pierre A. Riffard, Dictionnaire de l'ésotérisme

## Distinctions
Première distinction : il faut distinguer, à l'intérieur du genre signe, d'un côté, le symbole, de l'autre l'allégorie, l'attribut, l'émoticône, l'icône, l'image, l'indice, le logo, la métaphore, le signal, le symptôme. Charles Peirce (1903) oppose icône, indice, symbole (mot qu'il entend au sens de synthème, signe conventionnel)[phrase pas claire]. Le symbole est un signe naturel, un sens indirect : le vert représente la nature vivante, le lion évoque le pouvoir.
Deuxième distinction : il faut distinguer symbolisme, symbolique, symbologie. Le symbolisme est la capacité d'une chose à désigner, signifier, révéler, peut-être même agir ; par exemple, la couleur rouge, par son lien naturel avec le sang, véhicule un puissant symbolisme, celui de la vie, de la force. Une symbolique est un ensemble, un système de symboles ; par exemple, le sang a sa symbolique, une vaste constellation de signifiants (la rose rouge, le cœur, etc.) et de signifiés (la vie, le meurtre, le danger, etc.) La symbologie est la science, la théorie des symboles : elle étudie leur définition, leur histoire, leur typologie, les utilisations possibles, etc.
Troisième distinction : il faut distinguer diverses disciplines, herméneutique (interprétation), sémiologie (théorie des signes : langues, codes, signalisations, rites, politesse, etc., et surtout le langage), sémiotique (syntaxique + sémantique + pragmatique), symbologie (théorie des symboles : sociologie, anthropologie, histoire, psychanalyse, herméneutique, typologie...).

## Utilisation
Il faut admettre[pourquoi ?] que toute action, hormis l'action réflexe, peut être considérée comme symbolique[réf. nécessaire]. Pris dans ce sens, cela veut dire que l'esprit associe un sens à une donnée sensitive. Dans bien des cas cela signifie organiser des données sensitives en indices, les indices en images ; trouver des relations entre les tableaux, en un mot comprendre[pas clair]. Dans ce contexte[Lequel ?], les transformations symboliques (conversions des données sensorielles en symboles) sont la base même des pensées humaines[Information douteuse][réf. nécessaire].
Les symboles n'ont pas seulement la fonction de recréer des données sensorielles[pas clair], elles permettent à l'être humain de recréer les circonstances émotionnelles entourant ces données, de recréer au moyen de symboles un flux de pensées et d'émotions reliées entre eux. Les symboles ont souvent des noms.
Charles W. Morris voit quatre principaux usages aux signes : information, évaluation, stimulation, et systématisation.

## Catégories de symboles
Toutes les cultures ont produit une symbolique et son domaine d'expression est varié :
- les couleurs
- les figures géométriques (triangle, carré, pyramide, etc.), les formes
- les chiffres, les nombres
- les animaux
- les végétaux : fleurs, arbres, fruits,
- la matière inanimée : métaux (or, argent, mercure, cuivre, fer, étain, plomb...), minéraux (sauf métaux : arsenic, gypse, diamant, soufre, cinabre, hématite...), les quatre Éléments (Terre, Eau, Air, Feu), les "planètes" (Soleil, Lune, Mercure, Vénus, Mars, Jupiter, Saturne, Uranus, Neptune), les tissus, etc.
- les gestes (marcher, manger, travailler, sourire, saluer...), les rites
- les outils
- certains noms, les mots expressifs (onomatopées)
- etc.

L'adjectif symbolique s'applique à ce qui sert de symbole, à ce qui a le caractère d'un symbole [ex: une figure symbolique, une peinture symbolique].

## Techniques de décodage des symboles
Déjà la question se pose : a-t-on le code ou pas ? Si on l'a, on va faire du déchiffrage ; si on ne l'a pas, ce sera du décryptage. Par exemple, si on examine différentes couleurs dans un livre d'iconographie alchimique, le clef consiste dans la succession des couleurs donnée par les alchimistes pour le Grand Œuvre : d'après eux, il y a noir, puis blanc, puis jaune, enfin rouge. Si on n'a pas cette clef, on ne sait comment classer ou interpréter.
Ensuite, parmi d'autres difficultés : où faut-il chercher les symboles ? Par exemple, dans un livre biblique, Exode XIV, 19-21, chaque verset comporte 72 lettres : il faut avoir l'idée d'y regarder, et savoir l'hébreu.
Il existe plusieurs méthodes pour interpréter les symboles. En voici quelques-unes, par ordre alphabétique.
- Méthode allégorique : on traduit terme à terme un symbole ou un groupe de symboles dans un autre langage. Par allégorie, chaque élément du symbole (texte, œuvre d'art, animal, geste...) est mis en correspondance avec les détails d'une idée qu'ils sont censés exprimer (morale, sexualité, religion, philosophie, alchimie...). Platon fait ainsi quand il interprète son allégorie de la caverne (La République, VII) : « Représente-toi donc des hommes qui vivent dans une sorte de demeure souterraine en forme de caverne... Cette image, il faut l'appliquer en assimilant au séjour dans la prison la région qui se présente à nous par l'entremise de la vue... » Chez les juifs, Philon d'Alexandrie, vers 40, s'est illustré par son exégèse allégorique de l'Ancien Testament : « S'il est vrai qu'une fête symbolise la joie spirituelle et l'action de grâces qui monte vers Dieu, ne désertons pas pour autant les assemblées qui jalonnent les saisons. S'il est vrai que la circoncision exprime la séparation d'avec le plaisir et d'avec toutes les passions, n'allons pas pour autant supprimer la loi pratique de la circoncision. Car nous négligerions aussi le service du Temple et mille autres observances, à force de nous intéresser aux seules lumières du sens profond. Non, il faut admettre que ces deux aspects de la Loi correspondent l'un au corps, l'autre à l'âme, et donc - comme il faut songer au corps parce qu'il est la maison de l'âme - il faut pareillement se soucier des lois telles sont énoncées. En les observant, on verra s'éclairer davantage les réalités dont elles sont le symbole » (De la migration d'Abraham, 92-93).
- Méthode analytique : on peut décomposer le symbole en ses éléments (qualités, fonctions, phases...).

Je suis heureux : analyse.

- Méthode comparative : on peut confronter deux symboles (ressemblances, différences, points communs, priorités, relations, origines, fonctions), pour cerner le sens de chacun.
- Méthode descriptive : on relève les caractéristiques extérieures, de façon objective. Par exemple, la tortue a quatre pattes (symbole quatre), elle présente une carapace ronde sur le dessus et plate sur le dessous (symboles haut/bas, rond/plat), une marche lente (symbole lenteur), une vie longue (symbole longévité).
- Méthode empathique : on peut saisir le sens d'un symbole en portant attention au vécu, au ressenti, à ce l'on éprouve face à lui.
- Méthode éthologique (Konrad Lorenz[4], Irenäus Eibl-Eibesfeldt[5]) : on observe les déclencheurs (caractères morphologiques et modes de comportements d'un individu provoquant une réponse déterminée chez un autre individu). Par exemple, de quoi le rouge est-il le symbole ? On sait que le ventre rouge d'une épinoche (un poisson) mâle est un déclencheur de l'agression chez un mâle rival ; on peut donc, avec le sens des relativités, associer le rouge comme symbolisant et l'agression comme symbolisé.
- Méthode dumézilienne : Georges Dumézil (1938)[6] rattache les symboles aux trois fonctions sociales hiérarchisées des Indo-Européens, souveraineté magique et juridique, force guerrière, fécondité ; d'autre part, il se fonde, non sur des détails, mais sur des rapports, la structure, le système des relations. Par exemple, Hérodote parle des Scythes en ces termes : « Des objets d’or, une charrue et un joug, une sagaris [hache], une coupe tombèrent sur la terre de Scythie » (IV, 5) ; pour Dumézil, la coupe est le symbole de la souveraineté, la hache le symbole de la guerre, la charrue et le joug les symboles de la production, l’une pour l’agriculture, l’autre pour l’élevage[7].
- Méthode historique : on peut accumuler les documents, tracer des chronologies, interpréter les naissances et les évolutions. Plusieurs auteurs ont retracé l'histoire du svastika, depuis la préhistoire jusqu'au nazisme.
- Méthode psychanalytique, freudienne : Sigmund Freud[8],[9] rattache à la sexualité, au psychisme refoulé. Il a particulièrement étudié les rêves, mais aussi les contes de fées, les phobies, quelques mythes primitifs[10],[11],[12].
- Méthode de la psychologie des profondeurs, jungienne : Carl Gustav Jung[13],[14] rattache à des archétypes, à un inconscient collectif, à la notion d'énergie psychique. Par exemple, Jung fait ce rêve[15] : « Il y avait une porte, et je savais que si je l'ouvrais je verrais Dieu. Je l'ouvris, et que trouvai-je derrière ? Un gros tas de fumier en haut duquel était vautrée une énorme truie » ; il relie le fumier aux symboles alchimiques, à l'œuvre au noir (phase sombre de l'individuation) et il voit là la force pour asseoir son expérience « sur le terrain de la réalité ».
- Méthode sémiotique. Charles W. Morris[16] distingue dans la sémiotique trois aspects, dimensions. a) L'aspect syntaxique porte sur les relations des symboles entre eux, les règles de combinaison légitimes. b) L'aspect sémantique porte sur les relations entre les symboles et les objets auxquels ils s'appliquent, sur la désignation. c) L'aspect pragmatique porte sur l'utilisation et la fonction effective des symboles, sur les relations entre les symboles et leurs usagers ou interprètes : règles de l'utilisation par le sujet, motivations de l'interprète, réactions du public, efficacité de la communication, situation d'usage, usages des signes (information, évaluation, stimulation, systématisation), etc. Morris distingue dans le signe quatre facteurs : 1) le véhicule (ce qui fait fonction de signe), 2) le designatum (ce à quoi le signe se réfère), 3) l'interprète (la personne pour qui le signe a fonction de signe), 4) l'effet (l'action du véhicule-signe sur l'interprète). Le mot « berger » (véhicule-signe) désigne le « chef spirituel » (désignatum, référent) pour un chrétien (interprète) et il suscite un sentiment de protection (effet, comportement).
- Méthode structurale (Vladimir Propp[17], Lévi-Strauss[18],[19]) : un structuraliste est attentif aux unités constitutives (toutes jugées pertinentes), au système, aux oppositions, aux transformations d'un code à l'autre, aux interactions entre signifiant et signifié, aux structures inconscientes de la société.

## Écoles de symbologie
Chaque théoricien conçoit le symbole à sa façon : 
- moyen d'expression (Aristote)[20]
- incapacité de l'esprit à exprimer des idées abstraites autrement que par métaphores (Max Müller, 1861)[21],[22]
- représentation indirecte du refoulé, signe défensif qui se substitue à une manifestation inacceptable de la pulsion sexuelle (Sigmund Freud, 1900)[8],[9]
- énergie de l'archétype, union des contradictions de la psyché (Carl Gustav Jung, 1912)[13],[14],[23]
- lien d'esprit entre l'homme et le réel (Ernst Cassirer, 1923)[24]
- véhicule de participation mystique (Lucien Lévy-Bruhl, 1938)[25]
- langage du sacré (Mircea Eliade, 1952)[26],[27]
- correspondance secrète entre différents ordres de l'être (René Guénon, 1962)[28],[29].

La symbologie a surtout porté sur les signes, les symboles des religions, et elle a cherché à voir derrière les symboles des vérités naturelles, ou physiques (les stoïciens), ou morales ou historiques (Évhémère).

### Symbologie et philosophie
Dès 510 av. J.-C., Théagène de Rhégion propose une méthode herméneutique, une technique d'interprétation, naturiste : par allégorie, ce qui est dit des dieux concernerait les éléments cosmiques ou les dispositions de l'âme.
Vers 500 av. J.-C., Héraclite montre que les mythes ne sont que des symboles de la vérité : « L'Un le seul sage ne veut être appelé et veut le nom de Zeus » (fragment B 32).
La philosophie de Platon est puissamment symbolique. Par exemple dans sa conception de l'amour : « Chacun de nous est la moitié complémentaire d'un homme, ... un être unique dont on a fait deux êtres » (Le Banquet, 191 d), et dans sa célèbre allégorie de la caverne : 
« Représente-toi des hommes qui vivent dans une sorte de demeure souterraine en forme de caverne... Cette image, il faut l'appliquer tout entière, en assimilant au séjour dans la prison la région qui se présente à nous par l'entremise de la vue... » (La République, VII, 514-517). 
Les stoïciens ont proposé une traduction physique, naturaliste des mythes grecs.
« D'un autre motif en rapport avec la physique est découlée une grande multitude de dieux qui, revêtus d'une forme humaine, ont donné matière aux fables des poètes, mais ont rempli la vie humaine de superstitions. Ce sujet, traité par Zénon, a été abondamment développé par Cléanthe et par Chrysippe... L'air, selon la doctrine stoïcienne, est situé entre la mer et le ciel, et il est déifié sous le nom de Junon ; Junon est la sœur et la femme de Jupiter, ce qui veut dire que l'air ressemble à l'éther [Jupiter] et a, avec lui, l'union la plus intime » (Cicéron, De la nature des dieux, II, XXV-XXVI).
Plutarque, vers 92, dans Comment lire les poètes, avance une version morale de l'herméneutique. Le pseudo-Plutarque, dans De la vie et de la poésie d'Homère, donne une version cosmologique, physique des mythes.
Numénios d'Apamée (vers 155) propose une interprétation ésotérique des mythes et de la littérature. Le néo-platonisme, dès Plotin, considère que chaque niveau d'émanation est une image symbolique du niveau supérieur.
Hegel, dans son Esthétique (1820-1829), admet trois formes de « l'Esprit absolu » : l'art, la religion, la philosophie. L'art est révélation de l'Absolu sous forme intuitive, sensible ; la religion sous forme de représentations, de mythes ; la philosophie sous forme de pensées. Hegel s'attache au moment symboliste de l'art : alors, le rapport entre l'Idée et le forme sensible ne parvient pas à l'équilibre.
Pour le néo-kantien Ernst Cassirer, dans Philosophie des formes symboliques (1923-1932),,, les différentes réalisations dans lesquelles la culture s'actualise (langues, mythes, arts, sciences...) se fondent toutes sur une activité symbolique qui, s'éloignant de plus en plus de l'immédiateté de l'expérience sensible, conduit à la formation de schèmes conceptuels autonomes. La conscience moderne dérive des mythes de la préhistoire et des métaphysiques du Moyen Âge. Les « formes symboliques » sont les états progressifs de l'apparition de la conscience. Les mathématiques sont la forme symbolique suprême. Les concepts de symbole et de symbolisme sont irrationnels dans la mesure où ils sont à la fois de l'ordre du phénomène (ils ont besoin d'images) et de l'ordre du noumène (on n'ira jamais au bout de l'intelligence du symbole).

### Symbologie et rhétorique
En rhétorique le mot « symbole » désigne une « espèce de trope par lequel on substitue au nom d'une chose le nom d'un signe que l'usage a choisi pour le désigner » (H. Lausberg, 1960). Exemple : « À la fin, j'ai quitté la robe pour l'épée » (Corneille, Le menteur). La robe, c'est-à-dire la magistrature ; l'épée, c'est-à-dire l'état militaire. C'est une espèce de métonymie (Littré).

### Symbologie et théologie
La religion repose essentiellement sur des mythes, des rituels et des symboles. On comprend donc que les théologiens et les historiens de religions aient insisté sur les symboles. Vers 40, Philon d'Alexandrie, avance une interprétation allégorique de récits bibliques. Saint Paul, vers 55, développe la théorie des deux expositions : « Ces faits se sont produits pour nous servir de types » (I Corinthiens, X, 6). Par exemple, la manne, figure typique, modèle de la nourriture céleste dans l'Ancien Testament, symbolise et prophétise le pain eucharistique, sa figure antitypique, sa copie dans le Nouveau Testament. Origène formule la théorie des quatre niveaux herméneutiques (d'interprétation). Un texte aurait quatre niveaux possibles : soit littéral (historique), soit allégorique (dogmatique), soit tropologique (moral), soit anagogique (mystique). Le niveau littéral désigne un événement, le niveau allégorique contient une vérité, le niveau tropologique énonce une règle à pratiquer, enfin et surtout le niveau anagogique fait remonter à l'origine, il sauve, il promet la vie éternelle. Pour saint Augustin, le symbole est un moyen apte à pénétrer la pensée infinie de l'unité divine. Le théologien protestant allemand Rudolf Bultmann est célèbre pour son programme de démythologisation du Nouveau Testament, dans Nouveau Testament et Mythologie (1941). Il distingue, comme la théologie libérale, le message néo-testamentaire du déguisement mythologique et légendaire qu'il dut subir afin d'être transmis aux hommes, mais il se sépare de cette école en ce qu'il ne veut pas éliminer ces éléments mythologiques pour trouver en fin d'analyse comme noyau une morale idéaliste, une mystique ou une piété ; il veut plutôt les interpréter dans leur sens anthropologique et même existentiel, à la façon de Heidegger.

### Symbologie et ésotérisme
Dès Pythagore (530 av. J.-C.), la notion de symbole prend une grande importance. Il utilise des symboles matériels (le pentagramme, semble-t-il) et donne des préceptes oraux qui ont un sens symbolique ; par exemple, « Abstiens-toi des fèves » a un contenu symbolique (et/ou médical, favisme) qui nous échappe encore aujourd'hui. Le néoplatonicien et néopythagoricien Porphyre (L’antre des nymphes) prône la version symbolique des récits d'Homère, où, par exemple, l’œil désigne l’âme. Les champions en symbologie demeurent, évidemment, les alchimistes. En se fondant sur la doctrine des correspondances, Swedenborg développe une interprétation allégorique de la Bible. Omraam Mikhaël Aïvanhov a écrit un livre sur « Le langage symbolique » (1967) : « Grâce aux symboles, le disciple peut lire et déchiffrer le langage de la nature. Il travaille avec les symboles comme le chimiste avec des lettres qui représentent les différents corps et éléments. Tout langage est symbolique. ».

### Symbolique et psychanalyse freudienne
La psychanalyse invite à ne plus voir dans les rêves des symboles qui seraient à interpréter pour eux-mêmes ou en fonction d'une symbologie : Freud montre que le mécanisme du rêve est constitué par un contenu manifeste, ce que l'on rêve et un contenu latent, le sens inconscient du rêve. Ainsi, le souvenir du rêve ne correspond-il jamais au sens véritable du rêve, les mécanismes à l’œuvre étant des phénomènes de condensations et de déplacements, liés au refoulement à l’œuvre dans l'inconscient, c'est-à-dire à un mécanisme de défense qui consiste à fondre plusieurs représentations en une seule, ou à remplacer une représentation chargée affectivement par une autre plus neutre. Ainsi, dans une perspective freudienne le symbole n'est-il qu'une image factice et trompeuse destinée à masquer le sens véritable du rêve. Pour la psychanalyse, il n'a aucun intérêt en lui-même, si ce n'est comme une image dans un « rébus » qui ne prend sens qu'associé à d'autres images du rébus, mais le symbole seul ne signifie rien. L'Interprétation des rêves se fera notamment au travers de la libre association qui permettra de mettre en ordre les éléments du rébus à déchiffrer.
Dans le cadre d'une nouvelle topique initiée par Jacques Lacan, le Symbolique, (en lien avec le Réel et l'Imaginaire), en tant que substantif masculin emprunté à l'anthropologie, prendra beaucoup d'importance dans la suite de la psychanalyse. L'analyse structuraliste amènera en effet à assimiler le langage et le symbolique, à travers le concept central de signifiant. Selon Lacan, le symbolique est l'ordre des phénomènes auxquels la psychanalyse a à faire en tant qu'ils sont structurés comme un langage. Il sert à « désigner un système de représentation fondé sur le langage, c'est-à-dire sur des signes et des significations qui déterminent le sujet à son insu en lui permettant de s'y référer consciemment ou inconsciemment lorsqu'il exerce sa faculté de symbolisation ».

## En littérature
En littérature, le terme désigne un énoncé narratif ou descriptif polysémique, susceptible d'une double interprétation sur le plan de la réalité et sur le plan des idées.

#### Symbologie générale
- Ernst Cassirer, La Philosophie des formes symboliques (1923-1929), 3 tomes, Paris, Éditions de Minuit, 1972. T. I : Le langage (1923), t. II : La pensée mythique (1925), t. III : La phénoménologie de la connaissance (1929).
- Gilbert Durand, Les structures anthropologiques de l'imaginaire (1960), Dunod.
- Mircea Eliade, Images et symboles (1952), Gallimard.
- Claude Lévi-Strauss, Mythologiques (1964-1971), t. I : Le Cru et le Cuit, Paris, Plon, 1964 ; t. II : Du miel aux cendres, Paris, Plon, 1967 ; t. III : L'Origine des manières de table, Paris, Plon, 1968 ; t. IV : L'Homme nu, Paris, Plon, 1971.
- Dan Sperber, Le symbolisme en général, Paris:Hermann, 1974.

#### Écoles de symbologie
(par ordre chronologique)
- Georg Friedrich Creuzer, Symbolism and mythology of the ancient peoples, particularly the Greeks (1810-1812), trad. de l'all. Voir Joseph-Daniel Guigniaut, Religions de l'Antiquité, t. I, 1825, p. 528-536. Le symbole comme « révélation instantanée ».
- Max Müller, Introduction to the Science of Religion (1873). Naturalisme.
- Sigmund Freud, L'Interprétation des rêves (Die traumdeutung) (1899-1900), trad., PUF, 1967. Psychanalyse.
- Jules Boucher, La Symbolique maçonnique, Dervy 1948, 1979. Franc-maçonnerie.
- René Guénon, Symboles fondamentaux de la science sacrée (posthume, 1962), Gallimard. Ésotérisme.
- Carl-Gustav Jung, L'Homme et ses symboles (1964), Gallimard, coll. « Folio », 1988. Psychologie des profondeurs.
- Omraam Mikhaël Aïvanhov, Le langage symbolique (1973), Prosveta, Fréjus. Ésotérisme.
- Tzvetan Todorov, Théories du symbole (1977), Seuil, coll. « Points », 1985. Sémiotique.